# Vai Barrar? Nunca!
O Centro Cultural Bloco Carnavalesco Vai Barrar? Nunca! é um bloco de enredo do Estado do Rio de Janeiro, fundado em 10 de dezembro de 2010 no bairro da Penha.

## História

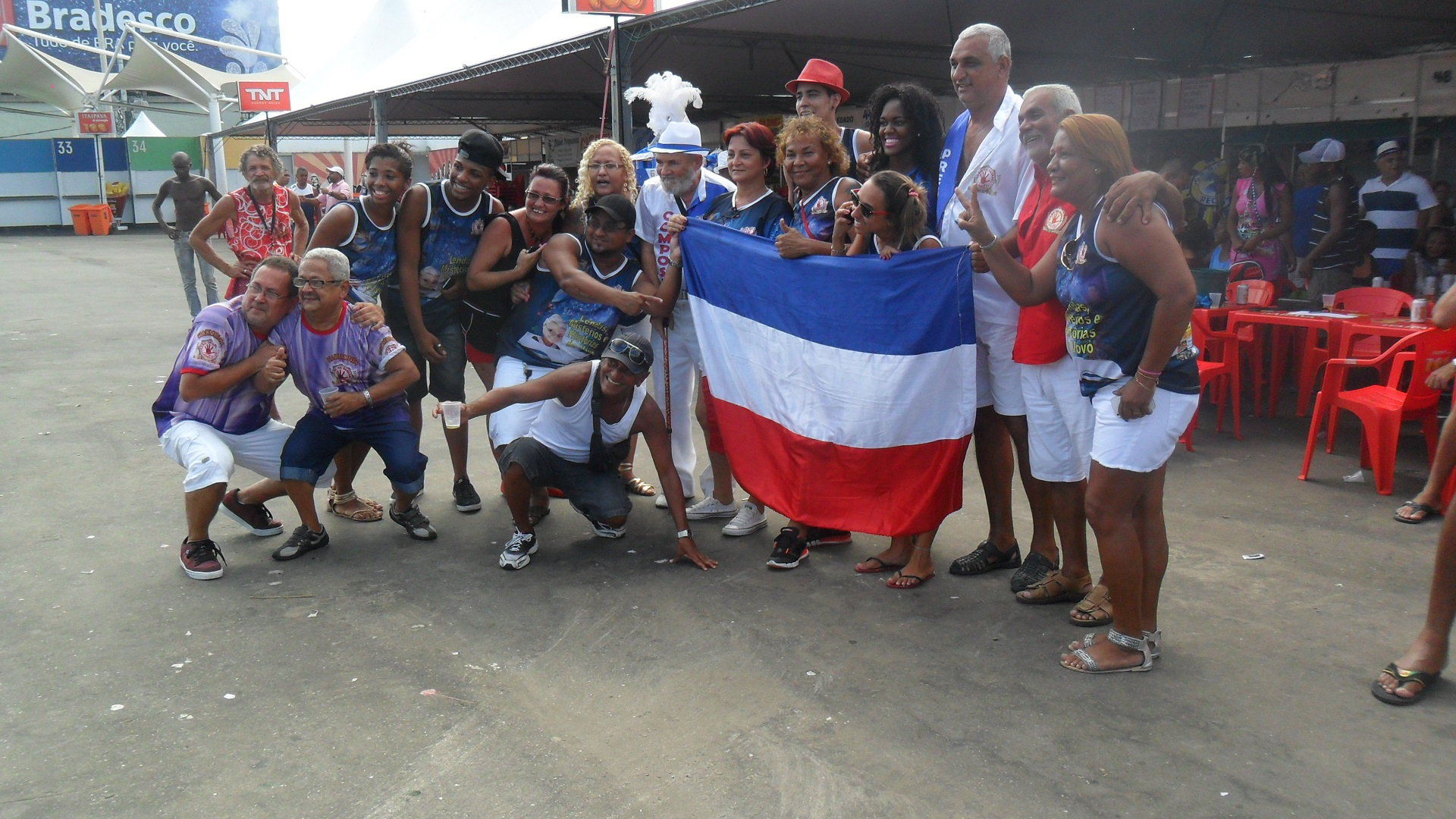
Diretoria do Vai Barrar Nunca no Terreirão, após a apuração.

Apenas em 2015 o bloco passou a competir pela Federação dos Blocos, sendo o primeiro a desfilar na Rua Cardoso de Morais. Logo em seu primeiro ano, sagrou-se campeão do Grupo 3.
O Vai Barrar apresentou, inicialmente, uma ascensão meteórica. Com enredo sobre pirataria, foi terceiro colocado em 2016, ascendendo mais uma vez, desta vez para a primeira divisão dos blocos de enredo. Em 2017, porém, ao apresentar um desfile sobre os grandes gênios da humanidade, obteve apenas a nona colocação, sendo rebaixado, de volta para o Grupo 2.
O Vai Barrar foi terceiro colocado em 2018, com um enredo que abordava o próprio Carnaval. Em 2019, homenageou o alegado centenário do bairro da Penha; o pároco da Igreja da Penha compareceu o desfile e abençoou a agremiação ainda na concentração. O bloco novamente repetiu a terceira colocação.
Em 2020, o Vai Barrar apresentou um enredo sobre a reciclagem, mas não apenas do lixo, e sim com outras conotações, como por exemplo a reciclagem das ideias. Na apuração, empatou com o Raízes da Tijuca em 184,5 pontos, mas perdeu a primeira colocação, e consequentemente, a vaga no grupo principal, no desempate, no quesito samba-enredo.

## Segmentos

### Presidentes
| Nome                       | Mandato             | Ref.        |
| -------------------------- | ------------------- | ----------- |
| Alexandre da Rocha Cardoso | Fundação-atualmente | [ 5 ] [ 1 ] |

### Diretores
| Ano  | Diretor de Carnaval | Diretor geral de harmonia | Mestre de bateria | Ref.  |
| ---- | ------------------- | ------------------------- | ----------------- | ----- |
| 2019 |                     | Ricardo Marquês           | Ney               | [ 1 ] |
| 2021 |                     |                           |                   |       |

### Casal de Mestre-sala e Porta-estandarte
| Ano  | Nome                                               | Ref.  |
| ---- | -------------------------------------------------- | ----- |
| 2019 | Serginho “Sorriso” Mello e Caroline “Carol” Santos | [ 1 ] |

### Rainhas de bateria
| Período | Rainha           | Ref.  |
| ------- | ---------------- | ----- |
| 2019    | Juliana Oliveira | [ 1 ] |

### Intérpretes
| Carnavais       | Intérprete oficial | Ref   |
| --------------- | ------------------ | ----- |
| 2015-atualmente | Gersinho           | [ 1 ] |

## Carnavais
| Ano  | Colocação    | Divisão | Enredo | Carnavalesco                   | Ref.        |
| ---- | ------------ | ------- | --- | ------------------------------ | ----------- |
| 2015 | Campeã       | Grupo 3 | Lendas, Mistérios e Histórias da Vovó | Alexandre Cardoso e Jairo Gama | [ 3 ]       |
| 2016 | 3º lugar     | Grupo 2 | Pirataria, nem tudo que parece, é! Compositores:Gomes, Dudu e Rogério da Silva                                                                | Alexandre Cardoso e Jairo Gama | [ 6 ] [ 5 ] |
| 2017 | 9º lugar     | Grupo 1 | Uma viagem no tempo... Gênios da Humanidade                                                                                                   | Alexandre Cardoso e Jairo Gama |             |
| 2018 | 3º lugar     | Grupo 2 | Carnaval, é Carnaval! | Jairo Gama                     |             |
| 2019 | 3° lugar     | Grupo 2 | Bairro da Penha, 100 anos... Sim, você é o Show! Compositores:Nego Léo, Ilsinho Bagunça, Cláudio Emiliano, Eduardo Almeida, Jota Pê e Betinho | Jairo Gama                     | [ 1 ]       |
| 2020 | Vice-campeão | Grupo 2 | Reciclar é preciso Compositores:Nego Léo, Cláudio Emiliano, Jotapê, Eduardo Almeida, Liane                                                    | Jairo Gama                     | [ 7 ]       |
| 2022 | Campeão      | Grupo 1 | Já Vi Esse Filme | Jairo Gama                     |             |
| 2023 | 3° lugar     | Grupo 1 | Vida | Jairo Gama                     |             |
| 2024 | Campeão      | Grupo 1 | Arretado, Osso Duro de Roer, Vai Barrar? | Jairo Gama                     |             |
| 2025 | 2° lugar     | Grupo 1 | É Chocolate! | Jairo Gama                     |             |